# Schenkon
Schenkon est une commune suisse du canton de Lucerne, située dans l'arrondissement électoral de Sursee.